# 0-8-4
0-8-4 je 2. epizoda 1. série amerického televizního seriálu Agenti S.H.I.E.L.D. Scénář k epizodě napsali Maurissa Tancharoen, Jed Whedon a Jeffrey Bell a režíroval ji David Straiton. Clark Gregg si zopakoval svou roli Coulsona z předešlého dílu, po boku s Ming-Na Wen, Bretta Daltona, Chloe Bennet, Iaina De Caesteckera a Elizabeth Henstridge.
Hostující roli si zahrál Samuel L. Jackson, který si zopakoval roli Nicka Furyho z filmů Marvel Cinematic Universe a Leonor Varela, která ztvárnila členku perské armády. Natáčení probíhalo v červenci 2013 v Los Angeles County Arboretum and Botanic Garden.
Epizoda byla odvysílána na stanici ABC 1. října 2013, kde měla sledovanost 8,66 milionu diváků. V Česku měla epizoda premiéru 20. září 2015, spolu s předchozí epizodou, na stanici Nova Action.

## Děj
Ihned po epizodě Nový svět přijme Skye nabídku agenta Coulsona připojit se k jeho týmu jako konzultant. Ačkoli agenti Mayová a Grant Ward jsou proti, Coulson věří, že Skye může být přínosem.
Tým, včetně Skye, cestuje do Peru, aby prozkoumal nahlášenou 0-8-4 (označení S.H.I.E.L.D.u pro „předmět neznámého původu“). Zde najdou předmět ve starověkém inckém chrámu. Agenti Fitz a Simmonsová zjistí, že je předmět poháněn sílou podobnou Teseraktu a je extrémně nestálý. Mezitím dorazí na místo národní perská armáda, která má zbraň vyzvednout a odnést pro peruánskou vládu. Po krátkém boji z nedorozumění velitelka oddílu Camilla Reyesová, pozná Phila Coulsona, protože byli dříve kolegy. Poté, co jsou všichni napadeni místními rebely, Coulsonův tým a někteří vojáci s Reyesovou uniknou se zbraní do Coulsonova letadla.
Na cestě do tajného zařízení S.H.I.E.L.D.u se Reyesová obrátí proti Coulsonovi a spolu se svými vojáky zaútočí. Agenti společně vymyslí plán, jak aktivovat 0-8-4 a udělat díru do letadla, díky čemuž vytáhne pokles tlaku vojáky ven a týmu se tak podaří dobýt letadlo. Když tým dorazí do zařízení S.H.I.E.L.D.u, vojáci s Reyesovou jsou zatčeni a 0-8-4 je převzata a s pomocí rakety vypálená do Slunce, aby se předešlo jejímu zneužití.
V závěrečné scéně ředitel S.H.I.E.L.D.u Nick Fury nadává Coulsonovi za škody způsobené letadlu během boje a vyjádří své pochybnosti o loajalitě Skye S.H.I.E.L.D.u.

## Obsazení

### Hlavní role
- Clark Gregg jako Phil Coulson
- Ming-Na Wen jako Melinda Mayová
- Iain De Caestecker jako Leo Fitz
- Elizabeth Henstridge jako Jemma Simmonsová
- Brett Dalton jako Grant Ward
- Chloe Bennet jako Skye

### Vedlejší role
- Samuel L. Jackson jako Nick Fury, ředitel S.H.I.E.L.D.u[4]
- Leonor Varela jako Camilla Reyes, členka perské armády[5]
- Carlos Leal jako archeolog